# مديرية دهوالاجيري
مديرية دهوالاجيري هي مديرية من مديريات النيبال. يبلغ عدد سكانها 556191 نسمة وذلك حسب إحصائيات سنة 2001. تبلغ مساحتها 8148 كم².